# Герб комуни Ваксгольм
Герб комуни Ваксгольм (швед. Vaxholms kommunvapen) — символ шведської адміністративно-територіальної одиниці місцевого самоврядування комуни Ваксгольм. 

## Історія
Герб було розроблено для міста Ваксгольм. Отримав королівське затвердження 1944 року.    
Після адміністративно-територіальної реформи, проведеної в Швеції на початку 1970-х років, муніципальні герби стали використовуватися лишень комунами. Цей герб від 1974 до 1982 років не використовувався, а з 1983 року перебраний для комуни Ваксгольм.
Герб комуни офіційно зареєстровано 1988 року.

## Опис (блазон)
Щит розтятий, у правому червоному полі по срібній хвилястій основі випливає червоний вітрильник, у лівому срібному полі на червоній хвилястій основі стоїть червона вежа.

## Зміст
Сюжет герба походить з міських печаток XVІ-ХІХ століття. З однієї використано зображення вежі, а з іншої — вітрильного судна. Характеризує оборонне значення міста.     